# An-38 (航空機)
An-38/Ан-38
- 用途：旅客機、多目的輸送機
- 設計者：ANTK アントーノウ
- 製造者：ANTK アントーノウ他
- 運用者：

  -  東方航空
  -  世界航空会社
  -  ハンガルド航空
- 初飛行：1994年6月23日
- 生産数：11機
- 運用状況：現役

An-38（アントノフ38；ウクライナ語: Ан-38アーン・トルィーッツャチ・ヴィースィム；ロシア語: Ан-38アーン・トリーッツァチ・ヴォースィェミ）は、ウクライナのO・K・アントーノウ記念航空科学技術複合体（ANTK アントーノウ）で開発された小型多目的輸送機である。生産は、ウクライナ、ベラルーシ共和国、ロシア連邦の合同で行われている。北大西洋条約機構（NATO）で用いられたNATOコードネームでは「キャッシュ」（Cash）と呼ばれた。

## 概要

### 開発
An-38の開発は、ソ連時代末期の1989年に着手された。開発の目的は、当時すでに技術面でも心理的アピール面でもすっかり旧式化していたAn-28の更新であった。設計に当たったANTK アントーノウは、インドへの売込みを狙って要求された25-30席型の旅客機として設計した。1991年6月には、パリで開催された航空宇宙展示会でAn-38の最初のモックアップが公開された。

### An-38-100
基本型となったAn-38-100（Ан-38-100）の初号機は1994年6月23日に初飛行し、各種試験に入った。量産型An-38-100は、2000年には国際飛行許可証を取得した。
An-38のデザインは、先任機An-28のそれによく似通っていた。支持棒付き高翼式の主翼、水平尾翼端に取り付けられた2枚の垂直尾翼、機首部分の形状、エンジンの取り付けなどは、An-28のスタイルが踏襲されていた。その一方、機体は延長され、27名に増えた乗客数に加えて燃料搭載量も増加されていた。また、機内の快適さが改善され、騒音も軽減されていた。機体システムの改善としては、気象レーダーが搭載され、ナビゲーションシステムも改良されていた。また、低圧タイヤが採用されたことにより、悪条件の飛行場での運用性も向上していた。搭載エンジンには、当初ロシア製のターボプロップエンジンTVD-1500が予定されたが間に合わず、出力1,500馬力のターボプロップエンジンであるアメリカ合衆国のギャレット社製TPE331-14GR-801E エンジンが選ばれた。
1995年、ウクライナ・キエフのANTK アントーノウとロシア・ノヴォシビールスクのNAPO チュカーロフは、An-38の量産化に向けた合同企業シベリア・アントーノフ航空機を立ち上げた。その後、この向上において量産型An-38-100が生産されており、ウクライナとベラルーシでは構成部品の製造が行われている。An-38-100は、「100」の愛称形から「ソートカ」（Сотка）と渾名されている。

### An-38K
An-38-100の生産と平行し、ANTK アントーノウでは旅客機型となるAn-38K（Ан-38К）の開発が行われている。この派生型では、基本型に比べ離陸重量が9.4 t増加されている。また、機内の居住性も向上されている。

### An-38-200
2001年12月11日には、シベリア・アントーノフ航空機において27席型の近距離幹線用旅客機型であるAn-38-200（Ан-38-200）の初号機が初飛行した。この発展型は、量産型An-38-100とは搭載エンジンが異なっていた。ロシアのOMPO バラーノフ製のTVD-20-03 ターボプロップエンジン2基を搭載した。
An-38-200では、An-38-100に比べ離陸距離が150 m伸びてしまっているが、これは、搭載される国産エンジンがアメリカ製のものより重量が嵩むのに加え出力に劣り、1,375馬力にしかならないためである。これに関連し、航続距離も若干減少している。

### An-38D
An-38D（Ан-38К）は、An-38-100の空挺部隊用の輸送機として設計された。完全装備の降下兵の場合、An-38Dには22名が乗り込むことができる。部隊の降下は、高度3,000 mにおいて速度170-250 km/hで飛行中に機体尾部の降下用扉から行われる。また、担架に載せられた傷病者6名も輸送でき、戦場における救急機としての活動が期待できる。座乗の場合、9名の輸送が可能である。

### 運用
2006年8月の時点で、計6機のAn-38が民間航空会社で運用されていた。その内訳は、ハンガルド航空、世界航空会社、東方航空の各社で2機ずつである。加えて、ウクライナ国家国境庁でも導入が予定されており、従来のAn-24やAn-26にかわる機体として期待されている。

## スペック

### An-38-100
- 翼幅：22.06 m
- 全長：15.54 m
- 全高：4.30 m
- 面積：39.72 m2
- 空虚重量：5,000 kg
- 最大離陸重量：8,800 kg
- 燃料搭載量：2,870 l
- 発動機：AlliedSignal TPE331-14GR-801E ターボプロップエンジン×2、またはTVD-1500 ターボプロップエンジン×2
- 出力：1,100 kW/1,500馬力
- 最大速度：405 km/h
- 巡航速度：380 km/h
- 実用航続距離：800 km
- 実用航続時間：5.5時間
- 最大航続距離：1,450 km
- 実用飛行上限高度：9,000 m
- 乗員：1 - 2名
- ペイロード：2,500 kg
- 乗客定員：27名

## 運用国
ウクライナ
ウクライナ国家国境庁（予定）
 ロシア
東方航空
世界航空会社
 モンゴル
ハンガルド航空